# Пьетраруббия
Пьетраруббия (итал. Pietrarubbia) — коммуна в Италии, располагается в регионе Марке, в провинции Пезаро-э-Урбино.
Население составляет 718 человек (2008 г.), плотность населения составляет 55 чел./км². Занимает площадь 13 км². Почтовый индекс — 61020. Телефонный код — 0722.
Покровителем коммуны почитается святой Сильвестр, папа Римский. Праздник ежегодно празднуется 31 декабря.

## Демография
Динамика населения:

## Администрация коммуны
- Официальный сайт: http://www.comune.pietrarubbia.pu.it/